# Beilschmiedia roxburghiana
Chắp chại hay chập chại hoặc bạch mi (danh pháp khoa học: Beilschmiedia roxburghiana) là loài thực vật có hoa trong họ Nguyệt quế. Loài này được Nees miêu tả khoa học đầu tiên năm 1831.

## Tên gọi
Tại Trung Quốc nó được gọi là 琼楠  (quỳnh nam).

## Mô tả
Cây gỗ, cao 10-15(-20) m. Cành con màu nâu ánh đen, ép dẹp, có góc cạnh rõ ràng, có lông tơ thưa thớt hay gần như nhẵn nhụi. Các chồi đầu cành nhỏ, có lông tơ màu nâu xám dày dặc. Lá mọc đối, đôi khi mọc so le; cuống lá 1,5–2 cm, thanh mảnh; phiến lá hình elip, elip hẹp, hoặc hình elip-mũi mác, 9-14 × 3,5–5 cm, dạng giấy hay gần như da, có điểm-tuyến nhỏ trên cả hai mặt, gân giữa nhô cao mặt xa trục, mặt gần trục hơi nhô cao, gân bên 10-15 đôi, thanh mảnh, nối với nhau ở mép lá, mặt xa trục nhô cao và ánh đỏ, gân lưới thanh mảnh, luôn luôn không rõ, gốc lá hình nêm rộng hoặc gần thuôn tròn, đỉnh tù, nhọn tù, nhọn hoặc gần thuôn tròn. Chùy hoa dạng xim hoa hoặc cành hoa ở đầu cành hoặc ở nách lá, ngắn, chiều dài 5–15 cm, toàn bộ có lông tơ màu vàng xám che phủ dày dặc. Cuống hoa khoảng 1 mm. Hoa nhỏ. Các đoạn bao hoa hình trứng, khoảng 1,5 mm. Nhị sinh sản 9. Quả hình elipxoit, 4-5 × 2–3 cm, nhẵn, gần thuôn tròn ở hai đầu, đỉnh có mấu nhọn; cuống quả mập, 5–20 mm, đường kính tới 7 mm, luôn luôn có vết màu nâu. Ra hoa và tạo quả tháng 8.

## Phân bố và môi trường sống
Là loài bản địa khu vực Ấn Độ (quần đảo Andaman, Assam), Bangladesh, Bhutan, Campuchia, Himalaya (đông và tây), Lào, Malaysia, Myanmar, Nepal, Thái Lan, Tây Tạng, Việt Nam. Rừng lá rộng thường xanh trên sườn núi.